# Endstation Sehnsucht Tour
Bei der Endstation Sehnsucht Tour handelte es sich um die erste eigenständige Tournee des deutschen Pop-Schlager-Duos Fantasy.

## Hintergrund
Bei der Endstation Sehnsucht Tour handelte es sich um die erste eigenständige Konzertreihe des deutschen Pop-Schlager-Duos Fantasy. Zuvor spielte Fantasy nur kleine vereinzelte Konzerte, im Vorprogramm anderer Musiker oder sie waren Teil verschiedener Schlagertourneen, an denen mehrere Künstler beteiligt waren. Diese Tour erstreckte sich über einen Zeitraum von zwei Monaten und führte das Duo durch 16 deutsche Städte sowie einmal nach Leonding in Österreich. Die Tour wurde in zwei Abschnitte geteilt. Zunächst startete die Tour sechs Konzerten zwischen dem 26. November und 2. Dezember 2013. Über die Weihnachtszeit pausierte das Duo, ehe sie die Tour am 8. Januar 2014 wieder aufnahmen. Eintrittskarten konnte man durchschnittlich für etwa 32,00 Euro erwerben, regulärer Konzertbeginn war gegen 20:00 Uhr. Die Veranstaltungsorte boten platz für insgesamt 18.000 Besucher. Eigenen Angaben zufolge kamen 15.000 Besucher, was für eine Auslastung von 83,33 % sorgte. Der Tourneeveranstalter Manfred Hertlein, der Projektleiter Benjamin Mäbert und Manager Andreas Ferber sehen dieses Ergebnis als „weit mehr als nur ein Achtungserfolg“ an.
Im Rahmen einer eBay-Wohltätigkeitsorganisation zugunsten von „Ein Herz für Kinder“ verlos die deutsche Boulevardzeitung Bild zwei V.I.P.-Tickets für eines der Konzerte, die ein Begrüßungsgetränk sowie ein Meet and Greet beinhalteten.

## Vorprogramm
Im Vorprogramm aller Konzerte wurden Fantasy vom deutschen Schlagersänger Sascha Heyna sowie der deutschen Schlagerband Wolkenfrei unterstützt. Eröffnet wurden die Abende von Heyna, der unter anderem seine Lieder Angie ist die Schönste und Klingelingeling zum Besten gab. Nach Heyna spielte die aus Aspach stammende Band Wolkenfrei. Ihre Setlist bestand unter anderem aus Du bist meine Insel, Jeans, T-Shirt und Freiheit, Küss mich nochmal sowie einem Medley das aus weiteren Liedern des eigenen Repertoires bestand. Darüber hinaus präsentierte der eigentliche Gitarrist der Band Stefan Kinski mit I sing a Liad für di eine Coverversion des Originals von Andreas Gabalier.

## Tourdaten
| Datum             | Stadt               | Veranstaltungsort                 | Land        |
| ----------------- | ------------------- | --------------------------------- | ----------- |
| 26. November 2013 | Fellbach            | Kongresszentrum Schwabenlandhalle | Deutschland |
| 27. November 2013 | Gersthofen          | Stadthalle                        | Deutschland |
| 28. November 2013 | Nürnberg            | Billardcafé                       | Deutschland |
| 29. November 2013 | Altötting           | Kultur- und Kongressforum         | Deutschland |
| 30. November 2013 | München             | Circus Krone                      | Deutschland |
| 2. Dezember 2013  | Leonding            | Kürnberghalle                     | Österreich  |
| 8. Januar 2014    | Baunatal            | Stadthalle                        | Deutschland |
| 9. Januar 2014    | Halle (Saale)       | Steintor-Varieté                  | Deutschland |
| 10. Januar 2014   | Hoyerswerda         | Lausitzhalle                      | Deutschland |
| 11. Januar 2014   | Dresden             | Alter Schlachthof                 | Deutschland |
| 12. Januar 2014   | Balingen            | Stadthalle                        | Deutschland |
| 13. Januar 2014   | Neu-Ulm             | Edwin-Scharff-Haus                | Deutschland |
| 14. Januar 2014   | Neu-Isenburg        | Hugenottenhalle                   | Deutschland |
| 15. Januar 2014   | Aalen               | Stadthalle                        | Deutschland |
| 16. Januar 2014   | Mosbach             | Alte Mälzerei                     | Deutschland |
| 17. Januar 2014   | Frankenthal (Pfalz) | Stadthalle                        | Deutschland |
| 19. Januar 2014   | Schwerin            | Sport- und Kongresshalle          | Deutschland |

## Setlist
Die Setlist während Fantasy’s Endstation Sehnsucht Tour bestand aus 19 unterschiedlichen Titeln. Das Programm bestand aus einer Mischung von aktuellen Liedern aus dem Präsentationsalbum Endstation Sehnsucht sowie aus den vergangenen Alben Alle wissen es schon, Best of – 10 Jahre Fantasy, König in der Nacht und Land in Sicht. Mit dem Titel Copacabana präsentierten Fantasy einen neuen Titel während der Tour, dieser bildete zugleich als Zugabe den Konzertabschluss. Dazu kommt ein Medley mit Coverversionen von Louis Armstrong, Roy Black, Julio Iglesias und Eros Ramazzotti.
Hauptshow
- Alle wissen es schon
- Der letzte Tanz
- Eine Insel
- Endstation Sehnsucht
- Er liegt in meinem Bett
- Fantasy-Medley (Er ist ein Heuler, Ist da irgendwo ein Engel, Keine lügen, Land in Sicht, Prost auf dich, Wenn du jetzt gehen willst, Wer hat gesagt und Woher soll ich denn wissen)
- Flaschenpost
- Halleluja
- Halt mein Herz
- Ich brauch mehr von dir
- König in der Nacht
- Lange her
- Lass mich mit meinem Traum allein
- Lied ohne Namen
- Medley (Coverversionen von Louis Armstrong, Roy Black, Julio Iglesias und Eros Ramazzotti)
- San Francisco
- So wie im Film
- Wenn du ein Engel wärst[5]

Zugabe
- Copacabana

## Trivia
Während des Konzertes am 30. November 2013 im Circus Krone in München überreichten Fantasy die erste Goldene Schallplatte ihrer Karriere – die sie für ihre Kompilation Best Of bekamen – als Dankeschön ihrer anwesenden Talentscoutin Angie Gold, die sie eigenen Aussagen zufolge in jungen Jahren angespornt habe.